# Guy Bedouelle
Guy Bedouelle OP (6 d'abril de 1940, Lisieux, França - 22 de maig de 2012, Friburg, Suïssa) fou un frare dominic teòleg i historiador francès.

## Estudis
Es va doctorar en teologia el 1973, en dret el 1968 i en història a l'Institut d'estudis polítics de París.
Especialista en història religiosa i en relacions entre l'Església i l'Estat, va presidir el Centre d'Estudis de Saulchoir del convent de dominics de Saint-Jacques a París. Professor d'història a la Universitat de Friburg, a Suïssa, durant 30 anys, del 1977 al 2007, va ser també rector a la Universitat Catòlica de l'Oest del 2007 al 2011, membre fundador del comitè de redacció de la versió francesa de la revista Communio, també ha dirigit les revistes dominicanes Mémoire dominicaine i Pierre d'Angle.

## Publicacions
- L'Invisible du cinéma, 2006
- Une république, des religions, 2003
- La Réforme du catholicisme, 2002
- Les Laïcités à la française, 1998
- L'Histoire de l'Église, 1997
- Le Temps des Réformes et la Bible, 1989
- Du spirituel dans le cinéma, 1985
- Dominique ou la grâce de la parole, 1982
- L'Église d'Angleterre et la société politique contemporaine, 1968